# 江戸川区立東葛西小学校
江戸川区立東葛西小学校（えどがわくりつ ひがしかさいしょうがっこう）は、東京都江戸川区東葛西にある公立小学校。

## 沿革
- 2002年（平成14年）
  - 4月1日：第二葛西小学校から251名、南葛西第二小学校から119名が異動し、児童数510名、学級数16学級、教職員27名で開校
  - 4月8日：始業式、第1回入学式
  - 9月29日：開校記念運動会
  - 11月9日：開校記念音楽会
  - 11月18日：開校記念式典
- 2006年（平成18年）9月：校内LAN工事完了
- 2007年（平成19年）9月：第二音楽室増築工事完了
- 2008年（平成20年）
  - 4月：東京都スポーツ教育推進校に指定
  - 9月：全普通教室エアコン設置工事完了
- 2009年（平成21年）
  - 4月：江戸川区教育課題実践推進校に指定、東京都スポーツ教育推進校に指定
  - 7月：校舎西・北側防護柵工事完了
- 2010年（平成22年）
  - 4月：東京都スポーツ教育推進校に指定、東京都体力テスト調査協力校に指定
- 2011年（平成23年）3月：東京都学校歯科保健優良校受賞
- 2013年（平成25年）7月〜8月：1階廊下改修その他工事終了
- 2015年（平成27年）4月27日：「はなみずき学級」開級
- 2017年（平成29年）11月24日：開校15周年記念集会
- 2022年（令和4年） 
  - 6月4日：開校記念20周年記念運動会
  - 10月28日・29日：開校記念20周年記念音楽会
  - 11月11日：開校20周年記念式[1]

## 教育目標
- やさしい子、やりぬく子、元気な子

## 委員会活動・クラブ活動
- 委員会
  - 代表
  - 集会
  - 放送
  - エコ
  - 保健
  - 図書
  - 美化
  - 運動
  - 給食
  - 情報
- クラブ
  - 手芸
  - クッキング
  - イラスト・マンガ・書道
  - パソコン
  - 卓球
  - トリプルスポーツ（バスケ・テニス・ドッジボール）
  - サッカー
  - サイエンス
  - 東葛西ミュージック
  - 室内遊び
  - 室内スポーツ（スマッシュ・アタック）
  - 屋外スポーツ（バリエーションスポーツ）
  - 野球（侍　JAPAN）
  - トリプルダンス[2]

## 通学区域
- 江戸川区
  - 東葛西7丁目全域
  - 東葛西8丁目13番 - 29番、31番 - 41番
  - 東葛西9丁目4番 - 22番 [3]

## 進学先中学校
- 江戸川区立東葛西中学校

## 交通
- 東京メトロ東西線 葛西駅より徒歩20分[4]
- 東葛西8丁目停留所より徒歩3分[5]
- 東葛西9丁目停留所より徒歩4分[6]